# Maculonaclia altitudina
Maculonaclia altitudina là một loài bướm đêm thuộc phân họ Arctiinae, họ Erebidae.